# Titaea maxilliformis
Titaea maxilliformis är en svampart som beskrevs av Rostr. 1894. Titaea maxilliformis ingår i släktet Titaea och familjen Tubeufiaceae.   Inga underarter finns listade i Catalogue of Life.